# Teodora Angelina
Teodora Angelina – bizantyńska arystokratka. Była córką Andronika Dukasa Angelosa.
Teodora wyszła za mąż po raz pierwszy w 1197 za Iwanka, przywódcę Wołochów i Bułgarów. Ojciec Teodory zaledwie kilka miesięcy przed jej ślubem zmarł w wołosko-bułgarskiej niewoli. Kilka lat później Teodora została żoną rywala Iwanka - Dobromira, innego przywódcy Wołochów i Bułgarów.
Później, po czwartej krucjacie, kiedy upadło Cesarstwo Bizantyjskie jej dziadka, Teodora poślubiła Leopolda VI Sławnego, księcia Austrii. Leopold i Teodora mieli siedmioro dzieci:
- Małgorzatę, księżną Austrii (1204 – 28 lutego 1266), żonę najpierw Henryka (VII), starszego syna i następcy tronu cesarza rzymskiego – Fryderyka II Hohenstaufa, a potem Przemysła Ottokara II, króla Czech,
- Agnieszkę (1205–1226), żonę Albrechta I, księcia Saksonii,
- Leopolda (1207–1216),
- Henryka (1208–1228), męża Agnieszki z Turyngii, ojca Gertrudy Babenberg,
- Gertrudę (ur. ok. 1210–1215, zm. 1241), żonę Henryka Raspe, landgrafa Turyngii i antykróla niemieckiego,
- Fryderyka II, księcia Austrii (1211 – 14 czerwca 1246),
- Konstancję (1212–1243), żonę Henryka III z Meißen.